# Helianthemum cinereoflavescens
Helianthemum cinereoflavescens är en solvändeväxtart som beskrevs av Karl Heinz Rechinger. Helianthemum cinereoflavescens ingår i släktet solvändor, och familjen solvändeväxter. Inga underarter finns listade i Catalogue of Life.